# 企業アプリケーション
企業アプリケーション（きぎょうアプリケーション）は、ビジネス機能を実行するアプリケーション・ソフトウェアである。例えば、会計、生産スケジューリング、顧客情報追跡、預金口座管理などがある。通常はサーバにホストされ、同じ組織の従業員によって同時に使用される。メジャーなサブカテゴリとして、ERP（企業資源計画）、CRM（顧客関係管理）、SCM（サプライチェーン・マネジメント） などがある。他のカテゴリとしては、銀行、保険業、大学、病院、民間政府など、ユーザの産業に固有な機能を供給する。
別の定義としては、企業アプリケーションとは、一般にはコンピュータ・ネットワークを通じて、多数のユーザに同時にサービスを提供するサーバでホストされているソフトウェア・アプリケーションである。この定義はもっと一般的なシングル・ユーザのソフトウェア・アプリケーションと対照をなす。後者は、ユーザのローカル・コンピュータで実行され、一人のユーザにのみサービスを提供する。